# Prêmio Marconi
O Prêmio Marconi é concedido anualmente, em reconhecimento ao avanço das comunicações, concedido pela Fundação Marconi. O prêmio compreende um valor monetário de US$ 100.000 (cem mil dólares) e uma escultura, e os agraciados são então denominados "Marconi Fellows". É denominado em honra a Guglielmo Marconi, Nobel de Física em 1909 e um dos pioneiros do rádio.
Entre os agraciados com o prêmio estão Larry Page e Sergey Brin, pelo desenvolvimento do Google, Tim Berners-Lee, pela World Wide Web, Charles Kao, pelo desonvolvimento da comunicação por fibra óptica, e Martin Hellman e Whitfield Diffie, pelo método Diffie-Hellman.

## Laureados
- 1975 - James Rhyne Killian
- 1976 - Hiroshi Inose
- 1977 - Arthur Schawlow
- 1978 - Colin Cherry
- 1979 - John Robinson Pierce
- 1980 - Yash Pal
- 1981 - Seymour Papert
- 1982 - Arthur C. Clarke
- 1983 - Francesco Carassa
- 1984 - Eric Ash
- 1985 - Charles Kao
- 1986 - Leonard Kleinrock
- 1987 - Robert Wendell Lucky
- 1988 - Federico Faggin
- 1989 - Robert N. Hall
- 1990 - Andrew Viterbi
- 1991 - Paul Baran
- 1992 - James Flanagan
- 1993 - Izuo Hayashi
- 1994 - Robert Kahn
- 1995 - Jacob Ziv
- 1996 - Gottfried Ungerboeck
- 1997 - Dave Forney
- 1998 - Vint Cerf
- 1999 - James Massey
- 2000 - Martin Hellman e Whitfield Diffie
- 2001 - Herwig Kogelnik e Allan Snyder
- 2002 - Tim Berners-Lee
- 2003 - Robert Metcalfe e Robert Gray Gallager
- 2004 - Sergey Brin e Larry Page
- 2005 - Claude Berrou
- 2006 - John Cioffi
- 2007 - Ronald Rivest
- 2008 - David Neil Payne
- 2009 - Andrew Chraplyvy e Robert Tkach
- 2010 - Charles Geschke e John Warnock
- 2011 - Jack Wolf e Irwin Mark Jacobs
- 2012 - Henry Samueli
- 2013 - Martin Cooper
- 2014 - Arogyaswami Paulraj[1]
- 2015 - Peter Kirstein[2]
- 2016 - Bradford Parkinson
- 2017 - Arun Netravali
- 2018 - Frank Thomson Leighton
- 2019 - Paul Kocher e Taher Elgamal
- 2020 - Andrea Goldsmith[3]